# Verrallina parasimilis
Verrallina parasimilis är en tvåvingeart som beskrevs av King och Harry Hoogstraal 1947. Verrallina parasimilis ingår i släktet Verrallina och familjen stickmyggor. Inga underarter finns listade i Catalogue of Life.